# Quinto Terenzio Scauro
Quinto Terenzio Scauro (in latino Quintus Terentius Scaurus; fl. 98-138) è stato un grammatico romano.

## Biografia
Considerato il più illustre grammatico del suo tempo, ebbe rapporti con Plinio il Giovane e con l'imperatore Adriano, che si rivolgevano a lui per questioni letterarie e grammaticali. Infatti, sarebbe fiorito durante i principati di Traiano (98-117) e di Adriano (117-138).

## Opere
Delle sue opere ci resta solo un trattato De orthographia quasi completo , il più antico tra quelli del suo genere arrivati ai nostri giorni, e alcune citazioni in altri autori latini.
Sappiamo però che scrisse anche un'Ars grammatica in più libri, e che commentò le opere di Orazio e di Virgilio in un'opera, probabilmente, miscellanea dal titolo Commentarii in artem poeticam; gli si attribuisce anche un opuscolo sugli errori del grammatico Cesellio Vindice, suo contemporaneo .